# You (You Are My Soul)
A You (You Are My Soul) című dal a brit Eruption csapat 2. kimásolt kislemeze a Fight Fight Fight című albumról. A dal érdekessége, hogy az albumról kimásolt első kislemez, Go Johnnie Go után a The Best of Eruption című válogatáslemezen megjelent Runaway című dalt másolták ki kislemezre, majd ezután jelent meg a You (You Are My Soul) dal kislemezen. A dalt csupán 7 inches kislemezen jelentették meg, holott tervezték a 12-es bakelit megjelenést is, mely sorszámot is kapott, - 600 264 213 - azonban Kim Davis halála miatt ez a változat sosem jelent meg.

## Tracklista
7" kislemez
 Németország(Hansa 103 452)
1. "You (You Are My Soul)" - 3:35
2. "Fight Fight Fight" - 3:12

## Slágerlista
| Slágerlista 1981 | Legmagasabb helyezés |
| ---------------- | -------------------- |
| Németország      | 65                   |

## Külső hivatkozások
- Hallgasd meg a dalt[4]